# Reinert (Unternehmen)
Die H. & E. Reinert Westfälische Privat-Fleischerei GmbH ist eine Fleischerei mit Sitz im westfälischen Versmold. Sie produziert und vermarktet Wurst- und Aufschnittwaren in Deutschland und Europa.

## Geschichte
Die Gebrüder Ewald und Hermann Reinert gründeten 1931 eine Fleischerei. 1934 stellten sie die ersten Produkte unter dem Namen Reinert her. Im Zuge des Zweiten Weltkriegs wurden Ewald und Hermann Reinert 1944 eingezogen und Reinert musste vorübergehend die Produktion einstellen. 1948 nahm Reinert die Wurstproduktion im kleinen Umfang wieder auf. In den Jahren 1950 – 1960 erzielte die Fleischerei ein großes Wachstum und stellt seit 1969 die Sommerwurst, eine im Tuch gereifte Cervelatwurst, sowie Schinken und Speckartikel her. 1960 übernahm Hans Reinert nach dem Tod seines Vaters Ewald die Führung des Unternehmens. In den Jahren 1970 – 2000 kreierte Reinert unter anderem die Wurstsorten Chambelle (eine Salami mit einem fünfprozentigen Anteil Camembert) sowie die Bärchenwurst (eine Wurst in der Form eines Bärchens oder mit verschiedenfarbigen Wurstmassen gezeigtes Bärchenmotiv). Seit 2001 leitet Hans-Ewald Reinert das Familienunternehmen in dritter Generation.
2014 verhängte das Bundeskartellamt gegen 21 Wurstunternehmen des sog. Wurstkartells, darunter H. & E. Reinert und die Tochter Sickendieck, eine dreistellige Millionenstrafe wegen illegaler Preisabsprachen. Nachdem ein Bußgeld in Millionenhöhe gegen das Unternehmen verhängt worden war, konnte es diesem durch Umstrukturierungen entgehen. Das dafür genutzte Schlupfloch wurde als Wurstlücke bezeichnet.
Im Jahr 2019 beschlossen Reinert und der bisherige Wettbewerber Kemper Wurstwaren mit Wirkung zum Jahreswechsel auf 2020 zu fusionieren. Das Gesamtunternehmen mit der Bezeichnung The Family Butchers (TFB) wird mit einem Marktanteil zwischen 10 und 20 Prozent, einem Jahresumsatz von über 700 Millionen Euro, neun Verarbeitungsstätten und rund 2600 Mitarbeitern das zweitgrößte Fleischverarbeitungsunternehmen in Deutschland hinter der Tönnies-Gruppe. Die Inhaberfamilien Kühnl und Reinert der Ursprungsunternehmen halten je die Hälfte der Anteile. Das Bundeskartellamt hat das Vorhaben genehmigt.

## Firmenkäufe
Reinert kaufte von 1998 bis 2004 weitere vier Unternehmen auf. Dadurch erzielte das Unternehmen wachsende Umsätze, verbunden mit einem größeren Marktanteil. Es sind dies:
- 1998, Schinken-Einhaus GmbH & Co. KG, Friesoythe
- 1999, H. + C. Schröder Schinkenveredelung GmbH, Brunsbek
- 2002, WUFA Schwarzwälder Schinkenspezialitäten GmbH, Lörrach
- 2004, Sickendiek Fleischwarenfabrik GmbH & Co. KG, Neuenkirchen-Vörden

## Auslandsstandorte

### Rumänien
Seit 2007 produziert die H. & E. Reinert Unternehmensgruppe in einem neu gebauten Werk in Brașov Wurstwaren für den osteuropäischen Markt. Der Schwerpunkt liegt auf rumänischen Produkten.